# Lycée d'hôtellerie et de tourisme de Gascogne
 (mai 2017).
Si vous disposez d'ouvrages ou d'articles de référence ou si vous connaissez des sites web de qualité traitant du thème abordé ici, merci de compléter l'article en donnant les références utiles à sa vérifiabilité et en les liant à la section « Notes et références ».
 (mai 2017).
Le lycée d'hôtellerie et de tourisme de Gascogne, fondé en 1973, est un lycée professionnel et technologique appartenant au réseau des lycées d'hôtellerie et de tourisme de France qui est situé à Talence. 

## Historique
Le lycée d’hôtellerie et de tourisme de Gascogne est créé en 1974 ; il est inauguré le 26 septembre 1974 par Jacques Chaban-Delmas - maire de Bordeaux -, René Haby - ministre de l’Éducation Nationale -, Daniel Doustin - préfet de la région Aquitaine -, Renaud Paulian - recteur de l’Académie de Bordeaux -, et Henri Deschamps - maire de Talence de 1965 à 1983.
Le lundi 17 octobre 1994, une extension a été inaugurée par François Bayrou - ministre de l’Éducation Nationale -, Alain Cazabonne - maire de Talence -, et Jacques Valade - président du Conseil Régional d’Aquitaine.
En 2014, une rénovation complète de l’hôtel de Guyenne a été réalisée.
En 2017, il y a près de 950 élèves et 200 supplémentaires effectuant une formation en alternance.

## Formations professionnelles hôtelières
Après la classe de troisième, les élèves peuvent choisir une voie professionnelle dans un lycée professionnel ; ils suivent des cours d'enseignement général ainsi que d'enseignement professionnel. Ils sont également amenés à suivre des stages.
Les lycées hôteliers proposent 2 types de formations professionnelles : le CAP et le BAC 

### CAP: certificat d'aptitudes professionnelles
Les formations de CAP durent deux ans, dans le but de trouver un emploi après la formation, pour rentrer dans le monde du travail. Il en existe dans tous les domaines de la vie professionnelle. Les lycées hôteliers proposent plusieurs CAP dans le domaine de la cuisine, du service et de l'entretien.
En 2017, le lycée de Talence en proposait 3 :
- CAP cuisine : Cette formation a pour but d’apprendre le métier de cuisinier dans différents types de structures (brasserie, semi-gastronomie),  afin d’être chef de partie. Ce CAP est proposé dans tous les lycées hôteliers.
- CAP commercialisation et services en hôtel-café-restaurant[6] : Ce CAP a été créé en 2017.
- CAP assistant technique en milieu familial et collectif : Cette formation a pour but d’apprendre à encadrer des personnes âgées, handicapées, et les enfants. Ce CAP est proposé dans plusieurs types de lycées professionnels.

### BAC Pro
Les formations de bac pro durent trois ans.
Il est possible d'entrer sur le marché du travail immédiatement après la formation ou de poursuivre les études (BTS ; mention complémentaire) :
- BAC pro cuisine : Cette formation permet d’apprendre les techniques approfondies de la cuisine et de la pâtisserie ainsi que les techniques commerciales.
- BAC pro commercialisation et service en restauration : Cette formation a pour but l’apprentissage du métier de serveur (gestion de toutes les tâches de la salle et gestion du personnel).

### BAC STHR
Le baccalauréat Sciences et technologies de l’hôtellerie et de la restauration (STHR) s’adresse aux élèves désireux d’exercer dans les métiers de la restauration, de l’accueil, de l’hébergement et de la gestion hôtelière. Il est également possible pour les élèves de série générales d’intégrer cette filière grâce au stage passerelle qui se déroule en cours d’année de seconde.
Cette série propose des enseignements généraux de culture générale et un enseignement technologique polyvalent (cuisine, service et hébergement). Cela la distingue de la voie professionnelle. Cette formation technologique débouche sur une poursuite d’études notamment dans les BTS (2 ans) du secteur ou alors sur une Mention Complémentaire (1 an), formations accessibles au lycée hôtelier de Gascogne.
Il existe 86 établissement privés et publics qui proposent ce baccalauréat.

## BTS
Un BTS est un diplôme d'études supérieures. Crée en 1962, il a pour vocation l'entrée des diplômés dans le monde actif. Mais il est également possible de poursuivre à l’université en licences professionnelles (en 1 an après le BTS).

### BTS Hôtellerie Restauration
Le BTS est une formation qui se fait en 2 ans post bac ou post mention complémentaire. Il forme les cadres d’une structure de l’industrie hôtellerie.
En deuxième année, il est demandé de choisir entre 2 options :
- Option A : mercatique et gestion hôtelière
- Option B : art culinaire et art de la table

Un stage obligatoire de 4 mois se déroule en fin de première année. 
Le titulaire du BTS sera amené à travailler en horaires décalés, les jours fériés…
Il existe 98 lieux de formation à ce BTS en lycée, CFA ou CCI. 

### Le BTS Tourisme
Le BTS tourisme est une formation après le baccalauréat qui dure 2 ans. Ce BTS forme des professionnels au traitement et au partage de l’information, à  la gestion de la relation client, à la conception, promotion et vente de prestations touristiques. La pratique des langues étrangères est privilégiée, avec des efforts particuliers portés sur l’accueil et l’accompagnement des touristes.
Deux options sont proposées en deuxième année  (« Information et multimédias » ou « Information et tourisme »). 12 semaines de stages sont programmées sur les deux ans de formation.

## Les formations Bac+3
Le lycée propose 3 licences professionnelles. Une licence professionnelle est une licence qui permet de mélanger théorie et pratique : les étudiants effectuent un stage en entreprise de 3 à 6 mois. Les licences professionnelles existent en France depuis 1999.
La licence professionnelle œnotourisme consiste à former des futurs responsables des activités œnotouristiques au sein d’entreprises viticoles, touristiques, ou au sein d’organisme territoriaux ou socioprofessionnels, en Aquitaine, comme dans les autres vignobles de France et de l’étranger.
Quatre établissements sont impliqués dans cette formation :
- l’Institut Supérieur de la Vigne de l’Université de Bordeaux ;
- le Lycée Hôtellerie et de Tourisme de Gascogne de Talence ;
- le Lycée viticole de Blanquefort ;
- le Conseil interprofessionnel du vin de Bordeaux (CIVB).

La licence professionnelle Management centres de remise en forme et de bien-être par l’eau consiste à former des élèves sur le management des équipes, le contrôle de la gestion et de la commercialisation, dans le domaine de la remise en forme et du bien-être par l’eau. 
La licence professionnelle Guide-Conférencier consiste à former des élèves afin de pouvoir travailler dans les secteurs de la culture (musée, monuments…) ou du tourisme (agences réceptivesn offices de Tourisme…), et d’accéder au statut d’auto-entrepreneur.

## Mentions complémentaires
Une mention complémentaire est un diplôme national visant à donner une qualification spécialisée à des candidats déjà titulaires d’un diplôme professionnel, technologique ou éventuellement général. Elle se prépare en 1 an. 
Au lycée hôtelier, il existe 5 mentions complémentaires : 
- Barman
- Traiteur
- Sommellerie
- Cuisinier de desserts en restaurant
- Accueil réception

## Greta
Le GRETA (GRoupement d'ÉTAblissements) est une formation pour adultes en alternance.
Le Lycée de Talence propose via le GRETA des CAP (cuisine, restaurant et pâtissier) et des Certificats de Qualification Professionnelle (CQP) : commis de cuisine, serveur, employé d’étage, assistant d’exploitation et réceptionniste.
Une mise à niveau est disponible pour des personnes qui n’ont pas suivi d'étude ou de formation dans l’hôtellerie restauration.
Le BTS hôtellerie restauration est aussi proposé en option A (Mercatique et gestion hôtelière) et B (Art culinaire et art de la table), ainsi que le BTS tourisme.

## Les restaurants du lycée
Deux restaurants permettent aux élèves de s'exercer :
- Le restaurant initiation / pédagogique : La Brasserie et l’Atelier

Ce restaurant se situe au sein de l’établissement. C’est un lieu où les élèves passent de la théorie à la pratique et où se déroulent les examens. Il est ouvert tous les jours du lundi au vendredi (hors vacances scolaire).
Il est composé de 4 salles qui peuvent accueillir jusqu’à 150 personnes.
Tous les élèves peuvent assurer un service venant de toutes formations du CAP au BTS :
- Le restaurant d’application : Le Guyenne

Ce restaurant plus élaboré (seuls les élèves en dernière année de formation peuvent cuisiner et servir), dans l’enceinte de l’hôtel de Guyenne, ouvre du lundi midi au vendredi soir inclus (hors vacances scolaire). Il peut accueillir des groupes comme des particuliers. Il propose une cuisine semi-gastronomique, dans un cadre adapté aux soirées à thème, cocktails dînatoires et autres divertissements.

## Personnalités
- Alain Ducasse[16]
- Philippe Etchebest
- Christophe Girardot[17] : étoilé Michelin au restaurant la Guérinière. Il a parrainé le concours  « LE BŒUF, LES RACES À VIANDE » en 2011
- Thomas L'Herisson : il travaille à L'Auberge St Jean De Blaignac
- Camille Varangue Schlagenhauff : MAF 2016 en sommellerie. En 2017, elle travaille au Chapon Fin à Bordeaux.

## Concours
Un certain nombre d'élèves du lycée hôtelier participent à des concours reconnus dans la France :
- Concours Malongo
- Triathlon des arts gourmands
- Concours du meilleur apprenti barman de France
- Concours du meilleur apprenti cuisinier de France
- Concours général des métiers
- Concours du meilleur apprenti sommelier de France